# هایک هوسپیان‌مهر
اسقف هایک هوْسِپیان مِهر (ارمنی: Հայկ Հովսեփյան Մեհր؛ انگلیسی: Haik Hovsepian Mehr؛ زادهٔ ۶ ژانویه ۱۹۴۵ در تهران، کشته‌شده در ۲۰ ژانویه ۱۹۹۴)، کشیش، فعال حقوق بشر و جان‌باختهٔ مسیحی ارمنی‌تبار اهل ایران بود که تا زمان مرگش اسقف کلیسای جماعت ربّانی بود. او همچنین سروده‌هایی پرستشی برای پرستش در کلیسا سروده است.
وی یکی از شخصیتهای برجسته جامعه ارمنیان ایران بود. سال‌ها برای دفاع از حقوق اقلیت‌های دینی و نجات زندانیان سیاسی و عقیدتی تلاش کرد.
سه روز پس از به نتیجه رسیدن تلاش‌هایش برای آزادی مهدی دیباج و در حالی که به فرودگاه مهرآباد می‌رفت در بین راه ربوده شد (۱۹ ژانویه ۱۹۹۴). به گفته اکبر گنجی چند روز پس از آن پلیس خبر از پیدا شدن جسد وی داد. چهار سال بعد مشخص شد که وی توسط مأمورین وزارت اطلاعات کشته شده است.

## تهدید هوسپیان قبل از کشته شدن
یک نوشتهُ هوسپیان‌مهر نشان می‌دهد که او تهدیدهایی را از سوی قاتلان خود حس می‌کرده است. در آخرین نامه به جا مانده از اسقف هوسپیان‌مهر که یک روز پیش از ناپدید شدن نوشته آمده است: «من آماده‌ام که در کلیسا جان خود را تقدیم کنم باشد که دیگران بتوانند در آرامش و صلح، بدون ترس، خداوند خود را نیایش کنند».
هوسپیان‌مهر قبل از کشته شدنش به خبرنگار یک روزنامه هلندی گفته بود: «ما در حاشیهُ سرکوب غیرقابل تصوری از طرف دولت هستیم». (ان.ار. سی ۱۳۷۴۱۰۱۶)

## کشته شدن هایک هوسپیان‌مهر

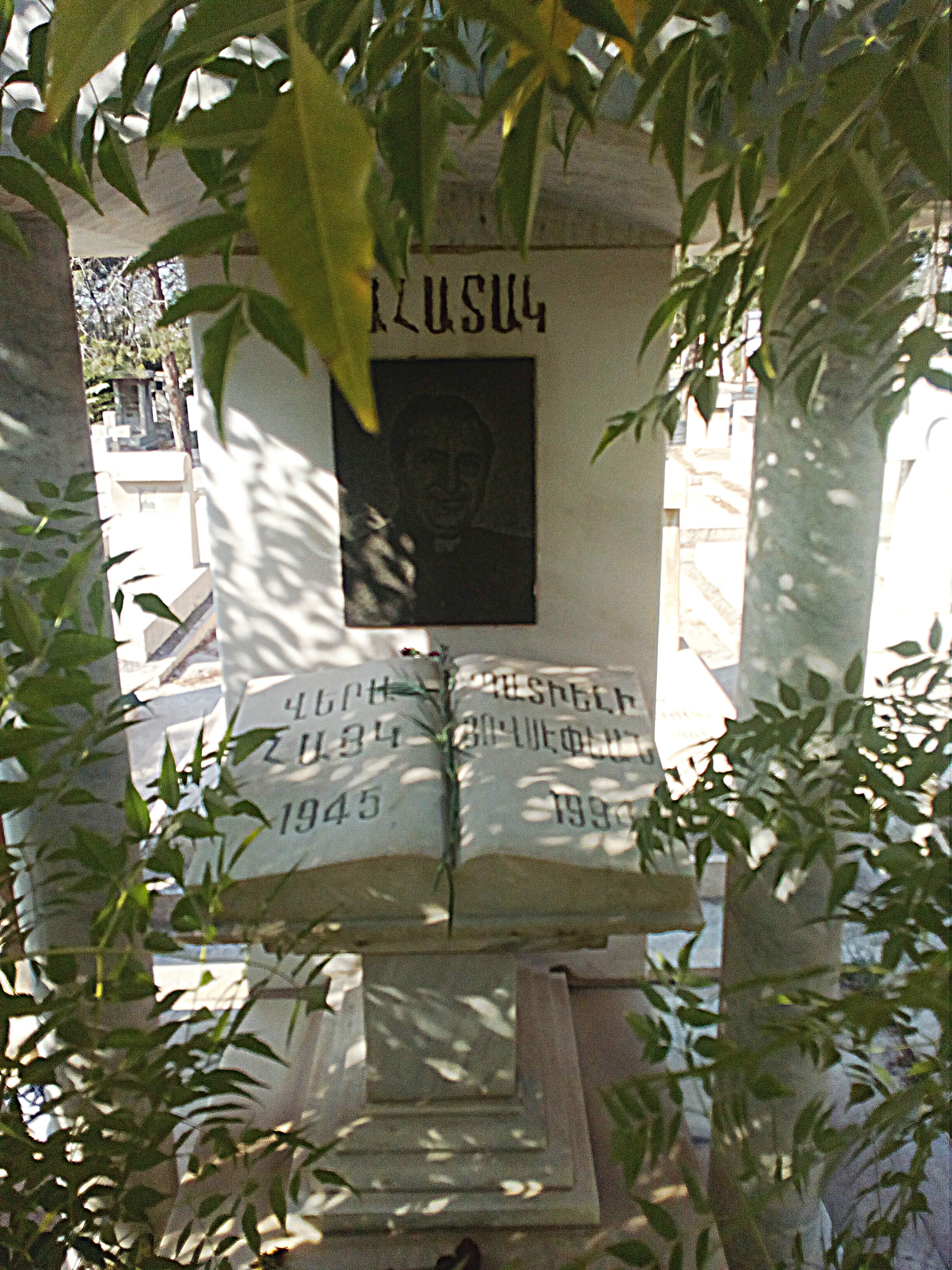
آرامگاه اسقف هایک هوسپیان در سال ۲۰۱۷

در گزارشی که نماینده ویژه سازمان ملل به نماینده جمهوری اسلامی ایران در این سازمان داده است گواه بر این است که هایک هوسپیان برای دفاع از حقوق مسیحیان به ایران رفته بود که پس از چند روز ربوده شد و به قتل رسید.

### گزارش سازمان ملل در مورد فعالیت‌های هوسپیان
نماینده ویژهُ سازمان ملل متحد برای بررسی وضعیت حقوق بشر در ایران، در تاریخ ۱۷ فوریهُ ۱۹۹۴ نامه‌ای به نماینده دولت جمهوری اسلامی ایران در این سازمان نوشت که در آن آمده است: «مایلم توجه شما را به گزارشی که در مورد اسقف هایک هوسپیان‌مهر، مدیر عالی شورای کلیساهای تجمع برای خدا…، که اخیراً در جمهوری اسلامی به قتل رسیده، جلب کنم. در یازدهم ژانویه ۱۹۹۴ اسقف هوسپیان‌مهر از من تقاضا نموده بود که به ایران سفر کرده و با کشیشان پروتستان انجیلی و مسئولین دولتی ملاقات و در مورد حقوق بشر و اوضاع اقلیت‌های مذهبی گفتگو نمایم. بر اساس گزارش‌های رسیده ایشان با وزیر فرهنگ و ارشاد اسلامی ملاقات داشته و از وی خواسته بود که حقوق اقلیت مسیحی (ایران) رعایت شود. در پاسخ وزیر فرهنگ و ارشاد اسلامی از وی خواسته بود که همه کلیساهای مسیحی (ایران) اعلامیه‌ای را امضاء کنند مبنی بر اینکه آنان به عنوان مسیحی در جمهوری اسلامی ایران از تمامی حقوق قانونی‌شان برخوردارند. هایک هوسپیان‌مهر حاضر نشد به نمایندگی از طرف کلیسای خود چنین اعلامیه‌ای را امضاء کند.»

### گزارش سازمان عفو بین‌الملل
گزارش سازمان عفو بین‌الملل نیز حاکی از این است که قتل کشیشان مسیحی بعلت مخالفت آن‌ها با جمهوری اسلامی ایران است. در این گزارش که در مورد قتل کشیشان صادر شده آمده است: «در یکسال و نیم یعنی از نیمه سال ۱۹۹۳ تا سال ۱۹۹۵ پیکرهای چهار تن از رهبران اقلیت‌های مذهبی در شرائط مشکوکی یافت شده. همه این افراد به سیاست‌های دولت با نظر انتقادی می‌نگریسته‌اند».
یک نماینده کنگره آمریکا در مجلس نمایندگان در این باره گفت: «اسقف هوسپیان چند روز قبل از مرگش در ژانویه گذشته کشته شدن خود را پیش‌بینی کرده بود. او در دسامبر گذشته هنگام بازگشت از کنفرانسی در پاکستان، به یکی از هم کیشانش گفت: آنها به دلیل اینکه من ساکت ننشستم، مرا خواهند کشت. در ۲۰ ژانویه ۱۹۹۴ جسد اسقف هایک پیدا شد. او قبل از مرگش شکنجه شده بود. او ریسک اینکه به معتقداتش عمل کند را پذیرفته بود و بهای آنرا پرداخت». (صورتجلسه مجلس نمایندگان آمریکا، ۱۳۷۳ ۱۱ ۲۰)

## پس از کشته شدن هوسپیان‌مهر
براساس خبر خبرگزاری فرانسه به تاریخ ۱۱ بهمن ۱۳۷۲ یکی از اعضای خانواده هایک هوسپیان‌مهر گفت: 
«آقای هوسپیان‌مهر بعد از این‌که توجه جامعه بین‌المللی را برای آزادی مهدی دیباج برانگیخت، احساس خطر می‌کرد».

یکی از نزدیکان اسقف هوسپیان‌مهر نیز تأکید نمود: 
«وی دشمنی نداشت، دولت از ما خواسته بود ترویج مذهبمان را متوقف کنیم؛ مقامات رژیم حاکم بر ایران اخیراً چند محل مذهبی این فرقه پروتستان را بستند».
چند تن از اعضای کلیسای مجامع الهی نیز در همان تاریخ گفتند: «اعضای مجامع الهی از چند ماه پیش موضوع فشار و ارعاب مقامات در سراسر ایران هستند.»
روزنامه داگ بلاد چاپ نروژ به تاریخ ۱۹۹۴ (۱۱ بهمن ۱۳۷۲) نوشت: {{گفتاورد «رئیس میسیون مذهبی شرق در نروژ گفت: هوسپیان بسیار خوشحال بود که مقامات رژیم ایران در برابر فشارهای بین‌المللی تسلیم شده‌اند؛ ولی خودش می‌دانست که آنها از او انتقام خواهند گرفت و فراموش نخواهند کرد.»}}
نیویورک تایمز ۱۹۹۴ (۱۷ بهمن ۱۳۷۲) نوشت: «ربکا هوسپیان دختر ۲۲ ساله هوسپیان در مورد قتل پدرش گفت: "من احساس آزادی نمی‌کنم که الان حرف بزنم"».

## اقدام هوسپیان‌مهر برای لغو حکم اعدام کشیش مهدی دیباج
اسقف هوسپیان‌مهر در ۱۱ ژانویه ۱۹۹۴ (۲۱ دی ۱۳۷۲) برای نجات جان یک کشیش ایرانی بنام مهدی دیباج که از سال ۱۹۸۶ (۱۳۶۵) محبوس بوده و توسط دادگاه انقلاب اسلامی ساری به اتهام ارتداد حکم مرگ گرفته بود، نامه‌ای به شورای کلیساهای مجامع ربانی، برای فراخوان به یک اقدام بین‌المللی نوشته بود. در این نامه آمده است:
«قضیه از این قرار است که برادرمان مهدی دیباج توسط قاضی شرع شهر ساری به مرگ محکوم شده است. دیباج حکم محکومیت به‌مرگ خود را برای من فرستاده است که سندی روشن و مؤید این است که به‌موجب قانون شرع او یک مرتد است و بایستی اعدام شود… آنها می‌خواهند خود را از چنگ تنها کلیساهای پروتستان خلاص کنند، و ما برایشان تبدیل به بهترین سیبل‌ها شده‌ایم… من هدف شما را برای انجام یک اقدام تحسین می‌کنم و دفتر اجرایی ما نیز به این نتیجه رسیده است که سیاست «سکوت و انتظار» یک سیاست شیطانی است. حتی اگر ما بمیریم یا به‌خاطر اعتقاداتمان زندانی شویم، می‌خواهیم به همه مسیحیان جهان آن چیزی را بفهمانیم که بر سر برادران و خواهرانشان در کشوری می‌آید که مدعی مذهبی بودن است».
این نامه باعث شد که جمهوری اسلامی ایران حکم اعدام کشیش مهدی دیباج را منتفی کند و مهدی دیباج را در ۱۹۹۴ (۲۶ دی ۱۳۷۲) آزاد کند. اما سه روز پس از آن اسقف هوسپیان‌مهر توسط پلیس مخفی جمهوری اسلامی ربوده می‌شود و در ۲۰ ژانویه ۱۹۹۴ (۳۰ دی ۱۳۷۲) به قتل می‌رسد.
سازمان جهانی مسیحیان تحت ستم در بیانیه‌ای از اقدام شجاعانه هوسپیان‌مهر برای نجات کشیش ایرانی مهدی دیباج از اسارت و مرگ تجلیل نمود و آزادیخواهی و شهامت روحانی فقید را ستایش کرد.

## کشف پیکر اسقف هوسپیان‌مهر
بنا به گزارش رادیو فرانسه «پیکر هایک هوسپیان‌مهر در منطقه‌ای به‌نام اسلام‌آباد در شمال کرج کشف شد. مقامهای ایران هیچ توضیحی دربارهٔ چگونگی مرگ این اسقف آزادمنش که ریاست شورای کشیشان پروتستان ایران و دبیرکل کلیسای ربانیان را به‌عهده داشت به دست نداده‌اند. مسئولان کلیسای مسیحی در ایران از دولت خواستار آن شدند که جسد اسقف هوسپیان‌مهر تحویل آنان شود».
سرانجام خانواده کشیش هایک هوسپیان پس از ۱۱ روز تلاش بی‌وقفه پس از ناپدید شدن وی در مسیر فرودگاه مهرآباد، پیکر مثله شده او را از سردخانه پزشکی قانونی تحویل گرفتند. پیکر هوسپیان با ۲۶ ضربه چاقو پاره شده بود، قاتلان حفره‌ای عمیق روی سینه او و درست بر قلبش با آلتی برنده ایجاد کرده بودند.

## فیلم فریادی از ایران
دو تن از پسران هایک هوسپیان به نام‌های آندره و ژوزه هوسپیان ساکن بربنک در ایالات متحده آمریکا فیلمی مستند به نام «فریادی از ایران» در مورد کشته‌شدن پدرشان ساختند که ۱۳ سال پس از مرگ پدرشان کار تهیه فیلم تکمیل و به نمایش گذاشته شد. ایده ساختن این فیلم یک سال پس از کشته شدن هایک هوسپیان جرقه زد. برادران هوسپیان از همان زمان به جمع‌آوری سند و مدرک دربارهٔ قتل پدرشان پرداختند و تهیه فیلم را آغاز کردند. در این فیلم مستند ۵۵ دقیقه‌ای برادران هوسپیان، اوضاع و احوال و شرایطی را به نمایش گذاشتند که به کشته شدن پدرشان با ضربات کارد انجامید. در این فیلم پسران هوسپیان از مرگ او به‌عنوان شهادت یاد می‌کنند و تمرکز فیلم بر کشته شدن هایک هوسپیان با ۲۶ ضربه کارد است. اما فریادی از ایران به‌خصوص از این جهت یگانه و منحصر به فرد است که بازگوی تلاش‌های یک کشیش ایرانی ارمنی‌تبار برای رهایی همکار ایرانی سابقاً مسلمانش از چوبه دار نیز هست و می‌خواهد توجه جهانیان را به‌ضرورت مدارای مذهبی جلب کند. این فیلم برای اولین بار روز ۶ سپتامبر ۲۰۰۷ در لس‌آنجلس به نمایش درآمد.
هایک هوسپیان سرپرستی بیش از ۱۲ کلیسا را عمدتاً در شمال ایران برعهده داشت.

## فیلم کوتاه
ما برنده میشیم